# Sidiangkat
Sidiangkat is een bestuurslaag in het regentschap Dairi van de provincie Noord-Sumatra, Indonesië. Sidiangkat telt 4372 inwoners (volkstelling 2010).